# Залесье (Чаусский район)
Зале́сье (бел. Залессе) — нежилая деревня в составе Антоновского сельсовета Чаусского района Могилёвской области Белоруссии. Расположена в 10 км от города Чаусы, в 47 км от Могилёва, в 5 км от железнодорожной станции Чаусы.

## История
Впервые упоминается в 1777 году как деревня в Чаусском уезде Могилёвской губернии. В 1785 году в составе имения Головенчицы. В 1897 году в составе Чаусской волости. С марта 1924 года в составе БССР.
1 августа 1930 года создан колхоз «Красный флаг».
C июля 1941 года по 24 июня 1944 год была оккупирована немецко-фашистскими войсками. В октябре 1943 года деревня была полностью сожжена, погибло четверо жителей. Восстановлена после войны.
В 1990 году в составе колхоза «Пятилетка» с центром в деревне Голочево. Работала ферма крупного рогатого скота.